# Barend Nortjé
Barend Nortjé, né en 1972, est un nageur sud-africain.

## Carrière
Barend Nortjé est médaillé d'or du 100 mètres dos ainsi que du relais 4 x 100 mètres quatre nages aux Jeux africains de 1995 à Harare,.
Il remporte le 100 mètres dos aux sélections olympiques d'Afrique du Sud à Durban en mars 1996.